# 닥터 모드리드
《닥터 모드리드》(영어: Doctor Mordrid)는 1992년 미국의 판타지 슈퍼히어로 영화이다. 앨버트 밴드와 그 아들인 찰스 밴드 부자가 감독했고, 제프리 콤스, 제이 아코본, 브라이언 톰슨, 이벳 니파가 출연한다.

## 줄거리
마법사 닥터 모드리드는 감시자라는 존재에게서 지구로 파견되어, 악한 마법사 카발이 지옥으로 가는 문을 여는 것을 막아야 하는 임무를 맡는다. 카발은 주문을 완성하고 4차원에서 악당들을 소환하기 위해 철학자의 돌과 여러 연금술 원소들이 필요하다. 150년 동안 카발의 징후를 기다리던 모드리드는 범죄 심리학자라는 신분을 위장하고 경찰 자문 연구원인 사만다 헌트의 집주인이 된다.
모드리드는 카발이 찾는 원소들의 도난 사건이 발생하자 그의 숙적을 찾아 나선다. 사만다는 모드리드의 비밀스러운 삶을 파헤치려 하고, 지구를 위한 전투는 마법 차원으로까지 이어진다. 카발은 마법 차원의 선한 마법사들을 모두 제압하고, 유일하게 살아남은 마법사로부터 카발의 계획을 전해들은 모드리드는 지구로 돌아와 방어 태세를 갖춘다. 살인 누명을 쓰고 체포된 모드리드를 사만다가 도우려 하자, 모드리드는 자신의 정체와 임무를 그녀에게 밝히고 도움을 받아 탈출한다.
최후의 대결에서 카발은 박물관에 전시된 티라노사우루스 골격을 조종해 경찰들을 위협하고 악마의 영역으로 가는 문을 열려 한다. 모드리드는 매머드 골격을 되살려 맞서 싸우는 동안 카발과 싸운다. 모드리드는 자신의 지략과 마법의 힘을 사용하여 매머드의 엄니로 카발을 꿰뚫어 제거하고 현실의 파괴를 막는다. 임무를 완수한 모드리드는 감시자의 부름을 받고 마법 차원으로 돌아가지만, 그 해 크리스마스에 지구로 돌아와 사만다와 함께 시간을 보내며 다시 떠나야 할 때 함께 가자고 제안한다.

## 출연진
- 제프리 콤스 - 앤턴 모드리드
- 제이 아코본 - 토니 가우디오
- 브라이언 톰슨 - 카발
- 이벳 니파 - 서맨사 헌트